# Robert Forster (musicista)
Robert Derwent Garth Forster (Brisbane, 29 giugno 1957) è un cantautore e chitarrista australiano.

## Biografia
Forster è nato e cresciuto a Brisbane.
Nel 1977 ha fondato il gruppo indie rock The Go-Betweens insieme a Grant McLennan.
Dopo la pubblicazione di sei album in studio, il gruppo si è sciolto nel dicembre 1989.
Nel 1990 ha debuttato da solista con la pubblicazione dell'album Danger in the Past, registrato a Berlino. Ritorna in patria per realizzare il suo secondo album Calling from a Country Phone, uscito nell'ottobre 1993.
Il suo terzo album I Had a New York Girlfriend è un album di cover. Gli fa seguito Warm Nights, uscito nel 1996 e registrato a Londra.
Nel 2000 Forster e McLennan ricompongono i The Go-Betweens e pubblicano nel settembre di quell'anno l'album The Friends of Rachel Worth, che vede la partecipazione di Adele Pickvance, Janet Weiss (Sleater-Kinney) e Sam Coomes come membri della band. Questo disco è stato registrato in Oregon.
La nuova formazione del gruppo realizza altri due album, Bright Yellow Bright Orange nel 2003 e Oceans Apart nel 2005, prima della morte di Grant McLennan avvenuta nel maggio 2006, quando l'artista aveva 48 anni.
Nel 2008 Forster ritorna a pubblicare materiale da solista dopo 11 anni con l'album The Evangelist.
Nel settembre 2015 pubblica il suo sesto album solista Songs to Play. 
Nel marzo 2019 pubblica Inferno, settimo album prodotto da Victor Van Vugt. Il suo ottavo album The Candle and the Flame esce nel febbraio 2023.

## Pubblicazioni
- Forster, Robert; McLennan, Grant; The Go-Betweens (2008). The Go-Betweens : history, lyric, songbook : the songs of Robert Forster and Grant McLennan. New York : Schott. ISBN 978-3-7957-5826-4.
- Forster, Robert (2009). The 10 rules of rock and roll: collected music writings 2005–09. Black Inc. ISBN 978-1-86395-450-1.
- Forster, Robert (2016). Grant & I: Inside and outside the Go-Betweens. Penguin Books Australia. ISBN 978-0-67007-822-6.

## Discografia

### Album in studio
- 1990 - Danger in the Past
- 1993 - Calling from a Country Phone
- 1994 - I Had a New York Girlfriend
- 1996 - Warm Nights
- 2008 - The Evangelist
- 2015 - Songs to Play
- 2019 - Inferno
- 2023 - The Candle and the Flame

### Raccolte
- 2007 - Intermission: The Best of the Solo Recordings 1990-1997 (con Grant McLennan)